# Derek Bailey
Derek Bailey (29 de gener de 1930 - 25 de desembre de 2005) va ser un guitarrista avantguardista anglès i una figura important dins del terreny de la improvisació lliure. La seva música s'allunya dels sons i conceptes més habituals del jazz, explorant el soroll, l'atonalitat i tot tipus de técniques inusuals en guitarra per a produir sons nous. A part de la seva carrer en solitari, Bailey també va colaborar amb múltiples musics i grups, com Company, Evan Parker o Spontaneous Music Ensemble.

## Discografia

### Com a lider/solista
- 1970 The Topography of the Lungs amb Han Bennink i Evan Parker (Incus)
- 1971 Han Bennink & Derek Bailey amb Han Bennink (ICP)
- 1971 Fragment amb Misha Mengelberg, John Tchicai, Han Bennink (ICP)
- 1971 Solo Guitar (Incus)
- 1971 Improvisations for Cello and Guitar amb Dave Holland (ECM)
- 1972 Derek Bailey & Han Bennink Amb Han Bennink (incus)
- 1974 Lot 74 - Solo Improvisations (Incus)
- 1974 First Duo Concert amb Anthony Braxton (Emanem)
- 1975 Improvisation (Cramps)
- 1975 The London Concert amb Evan Parker (Incus)
- 1976 Guitar Solos 2 amb Fred Frith, G. F. Fitzgerald, Hans Reichel (Caroline)
- 1977 Drops amb Andrea Centazzo (Ictus)
- 1978 Duo & Trio Improvisation amb Toshinori Kondo, Kaoru Abe, Mototeru Takagi, Motoharu Yoshizawa, Toshi Tsuchitori (Kitty)
- 1979 Time amb Tony Coe (Incus)
- 1980 Aida (Incus)
- 1980 Views from Six Windows amb Christine Jeffrey (Metalanguage)
- 1981 Dart Drug amb Jamie Muir (Incus)
- 1982 Cyro amb Cyro Baptista (Incus)
- 1983 Yankees amb George E. Lewis and John Zorn (Celluloid)
- 1985 Notes: Solo Improvisations (Incus)
- 1986 Compatibles amb Evan Parker (Incus)
- 1987 Moment Précieux amb Anthony Braxton (Victo)
- 1988 Figuring amb Barre Phillips (Incus)
- 1992 Village Life amb Louis Moholo, Thebe Lipere (Incus)
- 1993 Wireforks amb Henry Kaiser (Shanachie)
- 1993 Playing (Incus)
- 1994 Drop Me Off at 96th (Scatter)
- 1995 Saisoro amb Ruins (Tzadik)
- 1995 Harras amb William Parker, John Zorn (Avant)
- 1995 Banter amb Gregg Bendian (OODiscs)
- 1996 Close to the Kitchen amb Noël Akchoté (Rectangle)
- 1996 Lace (Emanem)
- 1996 Guitar, Drums 'n' Bass (Avant)
- 1997 Music & Dance (Revenant)
- 1997 And amb Pat Thomas, Steve Noble (Rectangle)
- 1997 Takes Fakes and Dead She Dances (Incus)
- 1997 Trio Playing (Incus)
- 1998 Tohjinbo (Paratactile)
- 1998 Viper amb Min Xiao-Fen (Avant)
- 1998 No Waiting amb Joelle Leandre (Potlatch)
- 1998 Dynamics of the Impromptu amb John Stevens, Trevor Watts (Entropy Stereo)
- 1999 Arch Duo amb Evan Parker (Ratascan)
- 1999 Playbacks (Bingo)
- 1999 Outcome amb Steve Lacy (Potlatch)
- 1999 Daedal amb Susie Ibarra (Incus)
- 2000 Locational amb Alex Ward (Incus)
- 2000 String Theory (Paratactile)
- 2000 Mirakle amb Jamaaladeen Tacuma, Calvin Weston (Tzadik)
- 2000 Songs amb Keiji Haino (Incus)
- 2001 Llaer amb Ingar Zach (Sofa)
- 2001 Fish amb Shoji Hano (PSF)
- 2001 Ore with Eddie Prévost (Arrival)
- 2002 Barcelona amb Agusti Fernandez (Hopscotch)
- 2002 Ballads (Tzadik)
- 2002 Right Off amb Carlos Bechegas (Numerica)
- 2002 Duos, London 2001 (Incus)
- 2002 Bailey/Hautzinger amb Franz Hautzinger (Grob)
- 2002 Pieces for Guitar (Tzadik)
- 2002 New Sights Old Sounds (Incus)
- 2003 Soshin amb Fred Frith, Antoine Berthiaume (Ambiances Magnétiques, Antoine Berthiaume a Wayback Machine (archived 10 February 2010))
- 2003 Nearly a D amb Frode Gjerstad (Emanem)
- 2004 Scale Points on the Fever Curve amb Milo Fine (Emanem)
- 2005 Carpal Tunnel (Tzadik)
- 2006 To Play: The Blemish Sessions (Samadhisound)
- 2006 Derek amb Cyro Baptista (Amulet)
- 2007 Standards (Tzadik)
- 2008 Tony Oxley Derek Bailey Quartet (Jazzwerkstatt)
- 2009 A Silent Dance amb Agusti Fernandez
- 2009 Out of the Past amb Steve Noble
- 2009 Good Cop Bad Cop amb Tony Bevan, Paul Hession & Ōtomo Yoshihide (No-Fi)
- 2010 More 74: Solo Guitar Improvisations (Incus)
- 2011 Words (Rectangle, 2011)
- 2011 Scrutables (Weight of Wax, 2011) amb John Butcher i Gino Robair
- 2011 This Guitar (Rectangle, 2011)
- 2012 Derek Bailey Plus One Music Ensemble (Nondo)[1]
- 2013 The Complete 15th August 2001 (Confront, 2013) amb Simon H. Fell
- 2014 28 Rue Dunois Juillet 1982 (Fou Records, 2014)
- 2017 Extracting Fish-Bones from the Back of the Despoiler amb Greg Goodman - live 1992
- 2019 Topographie Parisienne (Dunois, April 3d, 1981) (Fou Records, 2019) amb Han Bennink and Evan Parker
- 2020 Leeds 08/11/1996 amb The XIII Ghosts (Scatter)
- 2020 1993+1992 with John Stevens (Scatter)
- 2020 Live at FarOut, Atsugi 1987 (NoBusiness) amb Mototeru Takagi
- 2021 Improvisation amb Angharad Davies i Rhodri Davies (Scatter) - grabat al 2002
- 2022 Domestic Jungle (Scatter)
- 2022 Domestic Jungle DAT (Scatter)
- 2022 New York 1982 amb Charlie Morrow and Friends (Recital)
- 2023 Duo in Concert amb Paul Motian (Frozen Reeds)

### Com a membre
Arcana

With Bill Laswell and Tony Williams
- The Last Wave (DIW, 1996) – Grabat el 1995

Company
- The Music Improvisation Company (ECM, 1970)
- The Music Improvisation Company 1968–1971 (Incus, 1976)
- Company 1 (Incus, 1976)
- Company 2 (Incus, 1976)
- Company 3 (Incus, 1976)
- Company 4 (Incus, 1977)
- Fictions (Incus, 1977)
- Company 5 (Incus, 1977)
- Company 6 & 7 (Incus, 1978)
- Fables (Incus, 1980)
- Epiphany / Epiphanies (Incus, 1982)
- Trios (Incus, 1983)
- Once (Incus, 1987)
- Company 91 (Incus, 1994) - tres volums
- Company in Marseille (Incus, 2001)
- Klinker (Confront, 2018)
- Epiphanies I-VI (Honest Jon's, 2019)
- Epiphanies VII-XIII (Honest Jon's, 2019)
- 1981 (Honest Jon's, 2019)
- 1983 (Honest Jon's, 2020)
- Virtual Company (Confront, 2020)

Iskra 1903

Amb Paul Rutherford i Barry Guy
- Iskra 1903 (Incus, 1972) Reeditat i expandit com a Chapter One: 1970–1972 (Emanem, 2000)
- Buzz (Emanem, 2002)

### Com a co-lider
Amb Joseph Holbrooke Trio
- "'65 (Rehearsal Extract)" single (Incus, 1999)
- '98 (Incus, 2000)
- The Moat Recordings (Tzadik, 2006) – Grabat el 1998

Amb Spontaneous Music Ensemble
- Karyobin (Island, 1968)
- Withdrawal (1996-7) (Emanem, 1997)
- Quintessence (Emanem, 2007) – Grabat el 1973-74

Amb altres
- Globe Unity Orchestra, Globe Unity 67 & 70, (FMP, 1970)
- Barry Guy/The London Jazz Composers' Orchestra, Ode (Incus, 1972)
- Groupcomposing amb Han Bennink/Peter Bennink/Peter Brötzmann/Misha Mengelberg/Evan Parker/Paul Rutherford (Instant Composers Pool, 1978)
- The Sign of Four amb Pat Metheny, Gregg Bendian, Paul Wertico (Knitting Factory, 1997)
- Soho Suites amb Tony Oxley (Incus, 1997)
- The Advocate amb Tony Oxley (Tzadik, 2007)

Source:

### Com a acompanyant
Amb Steve Lacy
- Saxophone Special (Emanem, 1974)
- The Crust (Emanem, 1975)
- Dreams (Saravah, 1975)

Amb Tony Oxley
- The Baptised Traveller (1969)
- 4 Compositions for Sextet (1970)
- Ichnos (1971)
- The Tony Oxley Quartet (1993)
- A Birthday Tribute: 75 years (2013) grabat al 1977 i al 1993

Amb John Zorn
- The Big Gundown (1985)
- Cobra: John Zorn's Game Pieces Volume 2 (2002)

Amb altres
- European Echoes, Manfred Schoof (1969)
- Nipples, Peter Brötzmann (1969)
- Song for Someone, Kenny Wheeler (Incus, 1973)
- First Duo Concert, Anthony Braxton (1974)
- Jesus' Blood Never Failed Me Yet/The Sinking of the Titanic, Gavin Bryars (Obscure, 1975)
- Les Douzes Sons, Joëlle Léandre (1983)
- Pleistozaen Mit Wasser, Cecil Taylor (1988)
- Boogie with the Hook, Eugene Chadbourne (1996)
- The Last Wave, Arcana (DIW, 1996)
- Sequences 72 & 73, Paul Rutherford i Iskra 1912 (Emanem, 1997)
- Legend of the Blood Yeti, Thurston Moore (Infinite Chug, 1997)
- Hello, Goodbye, Frode Gjerstad (2001)
- Fuck de Boere, Peter Brötzmann (Atavistic, 2001) grabat al 1968 i 1970
- Vortices and Angels, John Butcher (2001)
- Blemish, David Sylvian (Samadhisound, 2003)
- Domo Arigato Derek Sensei, Henry Kaiser (2005)

Source: